# Gábor Presser

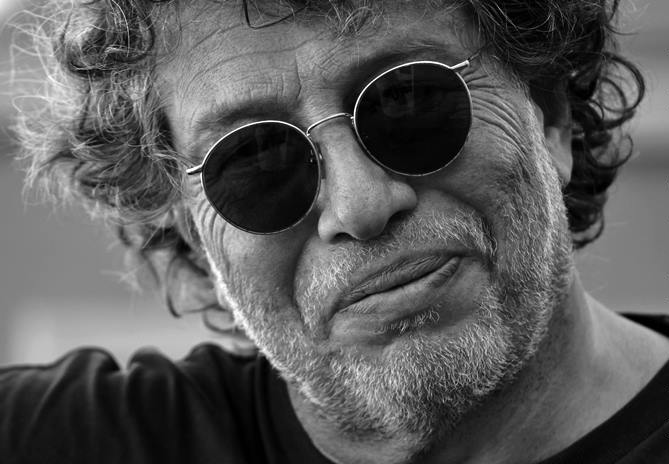
Gábor Presser

Gábor Presser (Boedapest, 27 mei 1948) is een Hongaars componist, zanger, pianist en toetsenist.
Presser sloot zich in 1967 aan bij een Hongaarse coverband, Omega, die tot dan toe voornamelijk Engels en Amerikaans materiaal speelden. Presser schreef echter ook eigen werk voor Omega, en er werden in rap tempo drie albums uitgebracht. Daarna hield Presser het echter gezien bij Omega, en richtte hij samen met Omega-drummer József Laux een nieuwe band op: Locomotiv GT. Als bassist kwam Károly Frenreisz de groep versterken, en op gitaar Tamás Barta. 
Gábor Presser viel in de prijzen tijdens het World Popular Song Festival van 1970. Het door hem gecomponeerde en door Omega uitgevoerde nummer Gyöngyhajú Lány won een Outstanding Song Award. Een jaar later zou Presser met zijn nieuwe band Locomotiv GT nogmaals deelnemen (op uitnodiging van Yamaha) maar niet door de halve finale komen.
Als componist maakte Presser de muziek voor een 30-tal Hongaarse films, en hij was jurylid in de televisieserie Megasztár.

## Trivia
- In 2003 werd Presser ambassadeur voor Unicef in Hongarije.

- Bibliothèque nationale de France: cb13968831s (data)
- Gemeinsame Normdatei: 1146765150
- International Standard Name Identifier: 0000 0000 8005 6178
- Library of Congress Control Number: no98039475
- MusicBrainz: 0d0ac354-6dbf-4c9a-833c-d443da142b73
- Nationale Bibliotheek van Tsjechië: xx0067747
- Nationale Bibliotheek van Israël: 987007330139905171
- Nationale Bibliotheek van Polen: a0000002676006
- Virtual International Authority File: 85741781
- WorldCat: E39PBJt3VXttw4HB3JWCCJRHYP